# Cửa khẩu Tống Lê Chân
Cửa khẩu Tống Lê Chân là cửa khẩu tại vùng đất xã Tân Hòa huyện Tân Châu tỉnh Tây Ninh, Việt Nam .
Cửa khẩu Tống Lê Chân thông thương với cửa khẩu Sa Tum tỉnh Tbong Khmum, Campuchia .

## Hoạt động
Cửa khẩu Tống Lê Chân giáp với Tbong Khmum tồn tại đã lâu, nhưng hoạt động còn trầm lắng .